# Giuseppe Mirri
Pour les articles homonymes, voir Mirri.
Giuseppe Mirri (Imola, 14 décembre 1834 - Bologne, 5 septembre 1907) était un homme politique et général italien, sénateur du royaume d'Italie. Il a été ministre de la Guerre du royaume d'Italie dans le gouvernement Pelloux II.

## Biographie
Ayant embrassé une carrière militaire, il s'engage comme volontaire dans la deuxième guerre d'indépendance italienne en 1859, devient garibaldien l'année suivante et rejoint l'armée régulière après l'unification du sud. Il est ensuite affecté aux opérations de répression du brigandage en Sicile, puis retourne au nord pour participer à la campagne de 1866.
Promu au rang de général en 1883, il est peu après créé sénateur en 1898. Politiquement proche de Francesco Crispi, il soutient son tournant impérialiste et sa politique coloniale. Même après la chute de l'homme d'État sicilien en 1896, le général Mirri reste un point de référence pour les groupes néo-crispiens. Il termine son expérience politique comme ministre de la Guerre dans le deuxième cabinet Pelloux (1899-1900), dont il doit démissionner face au scandale de sa participation au procès du meurtre d'Emanuele Notarbartolo et sa proximité avec le député sulfureux Raffaele Palizzolo et la mafia lorsqu'il a été en poste à Palerme.
Il est mort à Bologne en 1907.

### Promotions militaires
- Lieutenant (Tenente) (Volontaires des colonnes mobiles de Romagne - Conseil provisoire d'Imola) : 5 juillet 1859, puis (Armée de l'Italie du Sud) : 6 juillet 1860
- Capitaine (Capitano) (Armée de l'Italie du Sud) : 11 juillet 1860)
- Major (Maggiore) (Armée de l'Italie du Sud) : 24 septembre 1860, puis (Volontaires italiens) 2 mai 1861, puis (Armée de terre italienne) : 16 avril 1862
- Lieutenant-colonel (Tenente colonnello) : 5 février 1871
- Colonel (Colonnello) : 15 juillet 1877
- Général de division (Maggiore generale) : 17 novembre 1883
- Général de corps d'armée/Lieutenant général (Tenente generale) : 14 avril 1889

### Fonctions et titres
- Membre de la Commission d'enquête sur l'organisation de la marine (Regia Marina) : 11 mai 1904-5 septembre 1907

## Décorations

### Décorations italiennes
- Chevalier de la grand-croix de l'ordre de la Couronne d'Italie
- Grand officier de l'ordre des Saints-Maurice-et-Lazare
- Chevalier de l'ordre militaire de Savoie
- Médaille commémorative de la libération de la Sicile en bronze
- Médaille commémorative des campagnes des guerres d'indépendance (3 barrettes)
- Médaille commémorative de l'unification de l'Italie

### Décorations étrangères
- Médaille française commémorant la deuxième guerre d'indépendance italienne (France)

## Source
- (it) Cet article est partiellement ou en totalité issu de l’article de Wikipédia en italien intitulé « Giuseppe Mirri » (voir la liste des auteurs).